# Митрополит тимочки Иларион
Иларион (световно Бојан Голубовић; Зајечар, 16. јануар 1974) је архиепископ ромулијанско-зајечарски и митрополит тимочки.

## Биографија
Рођен је у граду Зајечару 16. јануара 1974. године од оца Луке и мајке Лазарке. Одрастао је у Зајечару заједно са братом Зораном који је свештеник. Са двадесет година је отишао у манастир.
Основну и средњу, електротехничку школу, завршио је у Зајечару. По завршетку средње школе одлази у манастир Црна Река, где проводи време упознајући се са монашким животом до одласка у војску септембра 1993. године. Одмах по одслужењу војног рока 1994. године долази у манастир Буково.
Замонашен је 1997. године добивши име Иларион по светом Илариону Великом - хришћанском светитељу и аскети који се посебно поштује међу монасима. Само име Иларион потиче од грчке речи ‘ιλαρος што значи весео, срећан.
Рукоположен је у чин ђакона маја месеца исте године, а потом у чин свештеномонаха на празник Светог Николе, на храмовну славу, 19. децембра 1997. године. За настојатеља манастира Буково постављен је 1998. године. Чином протосинђела је одликован 2002. а у чин архимандрита рукопроизведен је 2006. године. Од 2009. године врши дужност Архијерејског заменика.
Читаву обнову манастира и стицање братства обавља смирено, трпељиво и темељно. Манастирски конак отац Иларион је, добрим делом, својим рукама саградио. Осим редовних монашких послушања и обавеза активан је био у иконописачкој и столарско-дуборезној радионици. Део свог слободног времена користи и за бављење документарно-уметничком фотографијом. Дипломирао је на Православном богословском факултету Универзитета у Београду, месеца јула 2013. године. Исте године богословско усавршавање наставља на мастер студијама овог Факултета.
Хиротонисан и устоличен је у трон тимочких епископа дана 10. августа 2014. године у храму рођења пресвете Богородице у Зајечару, док је наречење било претходног дана.
У септембру 2016. добио је медаљу Антима Првог Бугарске православне цркве.